# Exosquad (videogioco)
Exosquad è un videogioco per Sega Mega Drive tratto dall'omonima serie animata televisiva e sviluppato dalla Appaloosa Interactive (conosciuta in precedenza con il nome Novotrade International).

## Modalità di gioco
Il giocatore veste i panni, ad alternanza, di tre membri della Able Squad: Lt. J.T. Marsh, Sgt. Rita Torres e Wolf Bronsky. A seconda del personaggio, il gameplay varia tra i generi sparatutto, platformer e picchiaduro.

## Accoglienza
Exosquad ricevette valutazioni negative dai critici. GamePro gli diede una recensione perlopiù negativa, affermando che i tre stili di gameplay aggiungono varietà, ma hanno tutti problemi notevoli: "Nei livelli sparatutto spaziali, rilevare meteoriti e missili Neo in arrivo è estremamente difficile a causa degli sfondi stellati. I livelli a terra invece sono una (lenta) passeggiata; l'E-Frame va in giro come un ceppo di legno per la mappa eliminando nemici insignificanti. I combattimenti uno contro uno offrono una varietà intrigante di attacchi aria-aria, terra-aria e aria-terra, che tuttavia si dimostrano frustranti per via dei controlli che sembrano di melassa". Sostennero anche che il gioco è troppo difficile per il giovane pubblico del cartone animato.
Un recensore di Next Generation gli diede una stella su cinque, dicendo che i controlli sono intollerabili e che l'uso di sprite separati per ogni segmento dei personaggi risulta in movimenti "allampanati" e goffi. I quattro recensori di Electronic Gaming Monthly ne lodarono l'introduzione cinematografica, ma per il resto stroncarono il gioco, criticandone i pessimi controlli, la grafica datata e la scelta degli sviluppatori di concentrarsi su più generi, senza realizzarne nemmeno uno come si deve. Gli diedero un punteggio di 3.75 su 10.